# How Do I Live
«How Do I Live» — песня американской кантри-певицы Лиэнн Раймс, вышедшая 27 мая 1997 года на втором студийном альбоме You Light Up My Life: Inspirational Songs (1997). Сингл достиг второго места в кантри-чарте Hot Country Songs и первого в чарте Adult Contemporary, а также получил 3-кратную платиновую сертификацию в США. Одновременно вышла версия песни в исполнении Триша Йервуд, представленная в кинофильме «Воздушная тюрьма».

## История
В США сингл достиг второго места и оставался там 5 недель подряд в конце 1997 и начале 1998, позади лидировавших тогда «Candle in the Wind 1997» (Элтон Джон), и «Truly Madly Deeply» (Savage Garden). Песня установила рекорд по числу недель проведённых в чарте Billboard Hot 100 и он тогда был равен 69 неделям, a позднее был побит хитом «I'm Yours» (Джейсон Мраз) — 76 недель в чарте. Среди других рекордов для Billboard Hot 100: 1) наибольшее число недель в лучшей пятёрке top-5 (25 недель подряд, который продержался 19 лет и был побит позднее группой The Chainsmokers с хитом «Closer» в 2017 году); 2) наибольшее число недель в лучшей десятке top-10 (32 недели подряд, который был побит позднее хитом «Shape of You» Эда Ширана в 2017); 3) наибольшее число недель в лучшей пятёрке top-40 (62 недели подряд в Billboard Hot 100). В чарте всех времён песня заняла четвёртое место (Billboard All Time Top 100, единственный сингл не чарттоппер, вошедший в лучшую десятку всех времён).
Сингл получил 3-кратную платиновую сертификацию RIAA за тираж более 3 млн копий в США, высшее достижение для любого сингла на то время, побитое лишь спустя 12 лет хитом «Love Story» в исполнении Тейлор Свифт, который стал 8× Платиновым.
Песня Раймс 11 недель возглавляла чарт Adult Contemporary.
В Великобритании сингл достиг лишь 7-го место в UK Singles Chart, но 34 недели провёл в нём, закончив год в качестве шестого бестселлера 1998. К августу 2014 года тираж составил 710,000 копий в Великобритании.

## Отзывы
Ларри Флик из Billboard охарактеризовал песню как «прямолинейную поп-балладу» и отметил, что Раймс «просто от души исполняет эту прекрасную, проникновенную композицию Дайан Уоррен, придавая ей юношеский задор и широко раскрытые глаза невинности, которые растопят даже самое холодное сердце». Он также добавил, что Раймс «так энергично обхаживает поп-мир с этим синглом» и что она «предложила мелодию, которая максимально использует её грозные трубы и заставляет слушателей пускать слюни в ожидании большего». Аланна Нэш из Entertainment Weekly назвала её «роскошной версией». Британский журнал Music Week поставил песне четыре балла из пяти. В 2019 году журнал Stacker поместил версию песни Раймс на первое место в списке «Лучшие поп-песни 90-х», отметив её как «классическую мелодию расставания». Дэвид Синклер из The Times оценил её как «тягучую балладу 14-летней вундеркиндши».

## Список композиций

### Версии Раймс
US single
1. «How Do I Live» — 4:25
2. «How Do I Live» (original extended version) — 4:53

US single re-release
1. «How Do I Live» (film mix) — 4:25
2. «How Do I Live» (Mr. Mig Dance Radio Edit) — 3:54

US/UK maxi-single/US/UK digital download/vinyl
1. «How Do I Live» (Mr. Mig Dance Radio Edit) — 3:54
2. «How Do I Live» (Mr. Mig Club Radio Edit) — 4:15
3. «How Do I Live» (RH Factor Radio Edit) — 3:45
4. «How Do I Live» (Mr. Mig Club Mix) — 7:38
5. «How Do I Live» (original extended version) — 4:53

US promo Maxi-single
1. «How Do I Live» (Mr. Mig Dance Radio Edit) — 3:54
2. «How Do I Live» (Mr. Mig Club Radio Edit) — 4:15
3. «How Do I Live» (RH Factor Radio Edit) — 3:45
4. «How Do I Live» (RH Factor Club Vocal) — 9:11
5. «How Do I Live» (Mr. Mig Club Mix) — 7:38

UK single
1. «How Do I Live» — 4:25
2. «How Do I Live» (RH Factor Radio Edit) — 3:45

UK maxi-CD
1. «How Do I Live» — 4:25
2. «You Light Up My Life» — 3:34
3. «How Do I Live» (Mr. Mig Remix Club Radio Edit) — 4:15
4. «How Do I Live» (RH Factor Radio Edit) — 3:45

UK maxi CD #2/Australian CD single
1. «Commitment» — 4:36
2. «How Do I Live» (Mr. Mig Dance Radio Edit) — 3:54
3. «How Do I Live» (Mr. Mig Club Radio Edit) — 4:15
4. «How Do I Live» (RH Factor Radio Edit) — 3:45
5. «How Do I Live» (Mr. Mig Club Mix) — 7:38
6. «How Do I Live» (original extended version) — 4:53

Germany maxi-CD
1. «How Do I Live» (radio edit) — 3:45
2. «How Do I Live» (original extended version) — 4:25
3. «How Do I Live» (Mr. Mig Dance Radio Edit) — 3:54
4. «How Do I Live» (Mr. Mig Club Radio Edit) — 4:15

### Версии Yearwood
US/Japan CD-Single/US cassette tape
1. «How Do I Live» — 4:28
2. «How Do I Live» (video version) — 4:07

European CD single
1. «How Do I Live» (video version) — 4:07
2. «How Do I Live» — 4:28
3. «She's in Love with the Boy» — 4:05

## Чарты
| Чарт (1997-99)                     | Высшая позиция |
| ---------------------------------- | -------------- |
| Австралия (ARIA)                   | 17             |
| Австрия (Ö3 Austria Top 40)        | 24             |
| Канада (RPM Top Singles)           | 19             |
| Канада (RPM Adult Contemporary)    | 13             |
| Канада (RPM Country Tracks)        | 60             |
| Europe (European Hot 100 Singles)  | 16             |
| Германия (GfK)                     | 22             |
| Ireland (IRMA)                     | 14             |
| Нидерланды (Dutch Top 40)          | 4              |
| Нидерланды (Single Top 100)        | 5              |
| Норвегия (VG-lista)                | 4              |
| Шотландия (Scottish Singles Chart) | 6              |
| Швейцария (Schweizer Hitparade)    | 24             |
| Великобритания (UK Singles Chart)  | 7              |
| США (Billboard Hot 100)            | 2              |
| США (Billboard Adult Contemporary) | 1              |
| США (Billboard Adult Top 40)       | 10             |
| США (Billboard Hot Country Songs)  | 43             |
| США (Billboard Mainstream Top 40)  | 4              |

| Год  | Страна                           | Позиция |
| ---- | -------------------------------- | ------- |
| 1997 | US Billboard Hot 100             | 9       |
| 1998 | Europe                           | 72      |
| 1998 | Netherlands                      | 13      |
| 1998 | United Kingdom                   | 6       |
| 1998 | US Billboard Hot 100             | 5       |
| 1999 | Germany (Official German Charts) | 84      |

| Страна | Позиция |
| ------ | ------- |
| США    | 1       |

| Чарт (1958—2018)              | Позиция |
| ----------------------------- | ------- |
| US Billboard Hot 100          | 5       |
| US Billboard Hot 100 (Female) | 1       |

## Сертификации
| Регион                                                      | Сертификация  | Продажи   |
| ----------------------------------------------------------- | ------------- | --------- |
| Нидерланды (NVPI)                                           | Золотой       | 50 000^   |
| Норвегия (IFPI Norway)                                      | Золотой       |           |
| Великобритания (BPI)                                        | Платиновый    | 828,899   |
| США (RIAA)                                                  | 4× Платиновый | 4,000,000 |
| ^ Данные о тиражах приведены только на основе сертификации. |               |           |